# Вештачка гравитација
Вештачка гравитација је теоретско увећање или смањење привидне гравитације (g-силе) вештачким средствима, и већином се односи на свемир, али и на Земљу. Практично се може постићи уз коришћење различитих сила, а највише се предлаже употреба центрипеталне силе и линеарног убрзања.
Стварање вештачке гравитације пожељно је при дуготрајном боравку људи у свемиру, због лакшег кретања, распореда течности унутар свемирског брода, и да би се спречили негативни ефекти који се јављају при дугорочном боравку људи у бестежинском стању.
До сада је предложен велики број решења за стварање вештачке гравитације. Највећи број њих долази од писаца научне фантастике, у којима се користе стварне и измишљене силе, али и потенцијално оствариве идеје. Још није дошло до конструкције свемирског брода који би демонстрирао вештачку гравитацију, а примарни разлог је што би такав брод био великих димензија, а самим тим би његова конструкција била изузетно скупа (реда Међународне свемирске станице).